# 초주크
《초주크》(튀르키예어: Çocuk)는 2019년 방영된 터키의 텔레비전 드라마이다.